# Pseudoligosita marilandia
Pseudoligosita marilandia är en stekelart som först beskrevs av Girault 1917.  Pseudoligosita marilandia ingår i släktet Pseudoligosita och familjen hårstrimsteklar. Inga underarter finns listade i Catalogue of Life.